# Lijst van steekmuggen in Nederland
De lijst van steekmuggen in Nederland geeft een overzicht van alle in Nederland voorkomende soorten muggen uit de familie van steekmuggen (Culicidae).
- Geslacht Aedes
  - Aedes albopictus
  - Aedes annulipes
  - Aedes cantans
  - Aedes caspius
  - Aedes cinereus
  - Aedes communis
  - Aedes detritus
  - Aedes dorsalis
  - Aedes excrucians
  - Aedes flavescens
  - Aedes geniculatus
  - Aedes leucomelas
  - Aedes nigrinus
  - Aedes punctor
  - Aedes riparius
  - Aedes rusticus
  - Aedes sticticus
  - Aedes vexans
- Geslacht Anopheles
  - Anopheles algeriensis
  - Anopheles atroparvus
  - Anopheles claviger
  - Anopheles maculipennis (Malariamug)
  - Anopheles melanoon
  - Anopheles messeae
  - Anopheles plumbeus
- Geslacht Coquillettidia
  - Coquillettidia richiardii
- Geslacht Culex
  - Culex modestus
  - Culex pipiens (Steekmug)
  - Culex territans
  - Culex torrentium
- Geslacht Culiseta
  - Culiseta alaskaensis
  - Culiseta annulata
  - Culiseta fumipennis
  - Culiseta morsitans
  - Culiseta ochroptera
  - Culiseta subochrea